# Enstone
Enstone este un oraș în Anglia, Marea Britanie, cunoscut pentru faptul ca aici se află fabrica de șasiuri a echipei de Formula 1 Renault F1.